# Бакалюк Олег Йосипович
Оле́г Йо́сипович Бакалю́к (нар. 28 жовтня 1942, м. Тернопіль) — український вчений-медик, педагог. Доктор медичних наук (1995), професор (1996).

## Життєпис
Закінчив Тернопільський медичний інститут (1964, нині університет). Працював лікарем-кардіологом у Казахстані (1964—1979). Від 1980 — у ТДМУ: асистент, доцент, професор (1996—1997) кафедри факультету терапії, професор кафедри шпитальної терапії № 2 (від 1997).
У січні 2008 — 2010 очолював кафедру «Безпеки життєдіяльності людини» Тернопільського національного економічного університету.

## Наукова діяльність
Досліджує патогенез серцево-судинних захворювань, захворювань суглобів та нирок; розробляє немедикаментозні методи лікування (дозоване лікувальне голодування, мікрохвильова резонансна терапія).
Автор і співавтор більше ніж 270 наукових праць, у тому числі 2 монографій; має 9 винаходів і 3 патенти.
Автор статей у «Тернопільському енциклопедичному словнику».